# Loy Mendonsa
Loy Mendonsa es un cantante, pianista y músico indio de ascendencia portuguesa, además forma parte del grupo Shankar-Ehsaan-Loy. Antes de convertirse en compositor, el tocaba el piano y los teclados con famosos compositores reconocidos de la India como A.R. Rahman y Nadeem-Shravan. Su hija, Alyssa Mendonsa, hizo su debut como cantante tras interpretar su primer tema musical titulado "Uff Teri Adaa", que fue interpretado para una película titulada "Karthik Calling Karthik".
Loy Mendonsa comenzó su carrera componiendo para un programa de sintonía en Doordarshan.

## Premios y nominaciones
National Film Awards
2004: Best Music Direction win for Kal Ho Naa Ho
IIFA Awards
2004: Best Music Direction win for Kal Ho Naa Ho
2006: Best Music Direction win for Bunty aur Babli
Filmfare Awards
2001: RD Burman Award for New Music Talent win for Dil Chahta Hai
2001: Best Music Direction nomination for Dil Chahta Hai
2003: Best Music Direction win for Kal Ho Naa Ho
2005: Best Music Direction win for Bunty Aur Babli
Star Screen Awards
2000: Best Background Music nomination for Mission Kashmir
2001: Best Music Direction win for Dil Chahta Hai
2005: Best Music Direction win for Bunty aur Babli
Zee Cine Awards
2006: Best Music Director win for Bunty aur Babli

## Discografía

### Con Shankar-Ehsaan-Loy
- Dus (1997)
- Mission Kashmir (2000)
- Aalavandhan (2001)
- Dil Chahta Hai (2001)
- Kal Ho Naa Ho (2003)
- Kyun! Ho Gaya Na... (2004)
- Lakshya (2004)
- Bunty Aur Babli (2005)
- Kabhi Alvida Naa Kehna (2006)
- Don: The Chase Begins Again (2006)
- Salaam-e-Ishq (2007)
- Jhoom Barabar Jhoom (2007)
- Heyy Babyy (2007)
- Johnny Gaddaar (2007)
- Taare Zameen Par (2007)
- Rock On!! (2008)
- Luck By Chance (2008)
- Wake Up Sid (2009)
- Konchem Ishtam Konchem Kashtam (2009) Telugu Film
- London Dreams (2009)
- My Name Is Khan (2010)
- Karthik Calling Karthik (2010)
- We Are Family (2010)
- Housefull (2010)
- Patiala House (2011)
- Zindagi Na Milegi Dobara (2011)
- Don 2: The King is Back (2011)
- Chittagong (2012)
- Delhi Safari (2012)
- Vishwaroopam (2013) Tamil Film
- Bhaag Milkha Bhaag (2013)
- D-Day (2013)
- One by Two (2014)
- Darr @ the Mall (2014)
- Dostana 2 (2014)
- 2 States (2014)
- Kill Dil (2014)
- Mirziya (2015)
- Dil Dhadakne Do (2015)
- Katti Batti (2015)
- Rock On!! 2 (2016)